# Iamforinna
Iamforinna (en llatí: Iamphorynna) era la capital dels medis (maedi) de Macedònia. La va ocupar l'any 211 aC Filip V de Macedònia fill de Demetri II. És probablement la moderna Vrania (Ivorina) a la vall del riu Morava.
Esteve de Bizanci, citant Diodor de Sicília, l'anomena Phorunna o Phorounna, en grec antic Φόρουννα.